# Totana
Totana är en kommun i Spanien. Den ligger i den autonoma regionen Murcia i södra delen av landet, 300 km sydost om huvudstaden Madrid. Antalet invånare är 33 663 (2024).